# La puta de Babilonia
La puta de Babilonia es un ensayo histórico y académico sobre la Iglesia católica del escritor colombiano Fernando Vallejo. La obra fue presentada en la facultad de filosofía y letras de la UNAM y publicada por Editorial Planeta Mexicana, S.A. en el año 2007. El título alude a la ramera de Babilonia, personaje del libro bíblico del Apocalipsis, que algunos emplean para dirigirse a la Iglesia católica.
Obra ubicada en el panorama de los estudios sobre la fe dogmática cristiana contemporánea y de los últimos mil setecientos años, La puta de Babilonia da cuenta, en 317 páginas y sin división en capítulos, los procedimientos de la Iglesia en el derramamiento de la sangre de inocentes y en el atropello a los animales. En La puta de Babilonia, es común el uso de «la Puta» para referirse a la Iglesia. 
Una declaración ilustrativa del contenido de este libro fue realizada por José Saramago en una entrevista. Saramago, al responder sobre
las polémicas en las que estuvo involucrado con el lanzamiento del libro Caín en el 2009, y sobre si el lanzamiento de un libro como este podría causar controversia en España, dijo: «No, en España, no. Allí apareció recientemente un libro de Fernando Vallejo, La puta de Babilonia, el cual, de haber sido yo quien lo escribiera aquí en Portugal, ya me tendrían en la picota pública, colgando de un poste de avenida. Es de una denuncia cáustica y de auténtica crítica demoledora».

## Antecedentes
Ya en una de sus novelas, el autor había anunciado que escribiría una obra como esta en su vejez:

Y no me explayo más en estas consideraciones venerables porque dan para un tratado, mi Vindicatio senectutis que acabando esto me pongo a escribir. Pasemos al papa.
Entre fantasmas, 1993

## Contenido
Si bien el libro no está dividido en capítulos, se pueden distinguir temas como los siguientes (número de página correspondiente a la edición de Editorial Planeta):
1. Los grandes crímenes de la Iglesia católica, y los pecados de los papas (pp. 1-49)
2. Dudas históricas del Nuevo Testamento y contradicciones de los evangelios, dudas de la existencia de Jesucristo (pp. 51-88)
  1. Obispos de Roma destruyendo copias antiguas de los evangelios en el siglo III. Argumento del Tu es Petrus (p. 54)
  2. Escogencia de los veintisiete textos para el Nuevo Testamento en el Tercer Concilio de Cartago en 397 (pág. 68)
3. Homosexualismo en el Antiguo Testamento. David el «rey marica» (pág. 70-71)
4. Códice Sinaítico y Códice Alejandrino. Copias más antiguas del Nuevo Testamento y papiros originales (págs. 72-73)
5. Impostura en y sobre las epístolas de San Pablo (págs. 75-77)
  1. Invento burdo en la primera epístola a los Corintios (15:3-6) sobre el número de apóstoles: Cefas «y los doce» (pág. 76)
6. Año del nacimiento de Cristo. Reemplazo equivocado de Dionisio el exiguo de la cronología romana por la cronología cristiana.
7. Pruebas de la inexistencia histórica de Cristo (pág. 81)
  1. Los muchos Cristos. Argumentos de los gnósticos cristianos
8. Posible escritura de los cuatro evangelios hacia el 163 (muerte de Justino Mártir)
9. Principios dudosos, esclavistas, misóginos, y violentos de la Biblia  (págs. 89 - 99)
10. Contradicciones entre los evangelios; inexactitudes (págs. 89; 116)
11. Los evangelios apócrifos (pág. 116)
12. Contradicciones del Antiguo testamento y comparación con el islam que, según Vallejo, es peor (pág. 118 - 128)
13. Actos de opresión de ideas contrarias al catolicismo (pág. 128 - 136)
14. Historia reciente del papado. La era de los papas santurrones de Pío IX a Benedicto XVI (pág. 136 - 151)
15. Finanzas del papado, apariciones de la virgen de Lourdes y Fátima, escándalos y lavado de activos de la Banca Vaticana (pág. 151 - 159)
16. Sacerdotes pederastas, encubrimiento e indemnizaciones (pág. 159 - 161)
17. Escándalos de la Iglesia en México (pág. 161 - 165)
18. Crímenes de Mahoma y el islam (pág. 165 - 175)
19. Análisis lingüístico de la Biblia, imprecisiones de las lenguas (pág. 175 - 179)
20. Argumentos y contraargumentos de la existencia de Dios y Jesús (pág. 179 - 184)
21. Enriquecimiento de la Iglesia, persecución a los que critican esta riqueza, cobro por indulgencias (pág. 184 - 235)
22. Guerras de religión, crímenes de católicos y protestantes (pág. 235)
23. Los papas de los siglos XIX y XX
24. De cómo Ratzinger se montó al papado calculadoramente (pág. 292)

## Estilo
Por primera vez un escritor de lengua española escribe sobre este tema con un estilo coloquial y barroco. Vallejo va citando obras, mientras deja entrever afectos y odios románticos en un acervo intelectual [cita requerida]. En La puta de Babilonia Vallejo no ahorra críticas ni adjetivos peyorativos a las tres religiones del libro a las que se refiere como «los tres fanatismos semíticos»: el cristianismo, el judaísmo y el islam, denostando a los seguidores de esta última, famosos, según el autor, por albergar en su seno a fundamentalistas que no dudan en asesinar a todos aquellos contrarios a sus creencias. 
Típico del estilo personal de Vallejo, en esta obra hace gala de una rica prosa salpicada de adjetivos «vulgares» contra todos aquellos que manejan o detentan el poder desde lo alto:

El entierro de Woytila (...) Veíamos allí, entre la más alta granujería del planeta, a Bush, a Clinton, a Blair, a Chirac, truhanes archiconocidos que no necesitan presentación (...) Y termino con quien he debido empezar, la mosca carroñera Kofi Annan que en sus diez años por la ONU no se perdió boda de puta ni capada de marrano.
—Fernando Vallejo. : La puta de Babilonia (páginas 292-294)

### Entrevistas audio
- Entrevista en Caracol Radio a propósito de la publicación de La puta de Babilonia 18-04-2007 (enlace roto disponible en Internet Archive; véase el historial, la primera versión y la última).

### Videos
- Presentación de La puta de Babilonia en la UNAM.
- Entrevista a Vallejo en el programa televisivo chileno Hora 25 sobre su libro.
- Fernando Vallejo - Las infamias de una empresa criminal (religión católica).

### Reseñas
- Reseña de La Puta de Babilonia por César Jaramillo.

- Datos: Q10296217